# Jacques Steyn
Jacques Steyn (* 25. August 1954 in Den Haag) ist ein niederländischer Kameramann.

## Leben
Jacques Steyn arbeitete zuerst als Beleuchter und Kameraassistent beim Film. Ende der 70er Jahre kam er nach Deutschland und war als Chefkameramann beim Fernsehen und ab 1980 auch im Kino tätig. Mit seiner überzeugenden Kameraarbeit für Abwärts gewann Steyn im Jahr 1984 den Deutschen Filmpreis in der Kategorie Beste Kamera und wurde danach auch bei internationalen Filmproduktionen eingesetzt. Auch wenn er für weitere Filme beste Kritiken bekam, z. B. für Dschungelgold („hervorragend die Fotografie, die die Schwüle der exotischen Dschungelwelt einfängt“), ist Steyn seit Ende der 80er Jahre meist nur bei durchschnittlichen Fernseh- und Videoproduktionen in den USA engagiert worden.

## Filmografie
- 1980: Total vereist
- 1981: Feuer und Schwert – Die Legende von Tristan und Isolde (Tristan and Iseult)
- 1982: Sei zärtlich, Pinguin
- 1982: Dabbel Trabbel
- 1983: Der steinerne Fluß (TV)
- 1983: Bolero
- 1984: Abwärts
- 1984: Smaragd
- 1985: Outlaws – Die Gesetzlosen (Hors-la-loi)
- 1985: Kopzeer Aan Die Waanzee (TV)
- 1985: Tränen in Florenz
- 1985: Alte Gauner (Fernsehserie, 4 Folge)
- 1986: Killing Cars
- 1986: Operation Dead End
- 1987: Cross – Zwei knallharte Profis (Cross)
- 1987: Der Angriff
- 1987: Die Hexen von Bay Cove (Bay Cove) (TV)
- 1988: Treibjagd in Bitter Creek (Nightmare at Bitter Creek) (TV)
- 1989: Big Bad Man
- 1989: Die Potemkinsche Stadt
- 1989: Kill me again
- 1990: Heidi auf der Flucht (Courage Mountain)
- 1990: Blaues Blut (Fernsehserie, 1 Folge)